# Bulbophyllum doryphoroide
Bulbophyllum doryphoroide là một loài phong lan thuộc chi Bulbophyllum.